# 筑後吉井駅
筑後吉井駅（ちくごよしいえき）は、福岡県うきは市吉井町にある、九州旅客鉄道（JR九州）久大本線の駅である。
うきは市の中心駅で、特急「ゆふいんの森」を除く全ての列車が停車する。

## 歴史
- 1928年（昭和3年）12月24日：鉄道省（国有鉄道）の駅として開業[3][4]。一般駅[4]。
- 1984年（昭和59年）
  - 2月1日：貨物および荷物の取り扱い廃止[4]。
  - 2月15日：無人化[5]（その後再び有人化）。この年、跨線橋設置。
- 1987年（昭和62年）4月1日：国鉄分割民営化により、九州旅客鉄道に継承[3][4]。
- 2022年（令和4年）9月23日：久留米駅発の最終列車の運転区間が当駅までに短縮。
- 2023年（令和5年）10月1日：JR九州サービスサポートによる業務委託駅から[6]九州旅客鉄道本体による直営駅へと変更される[7]。

## 駅構造

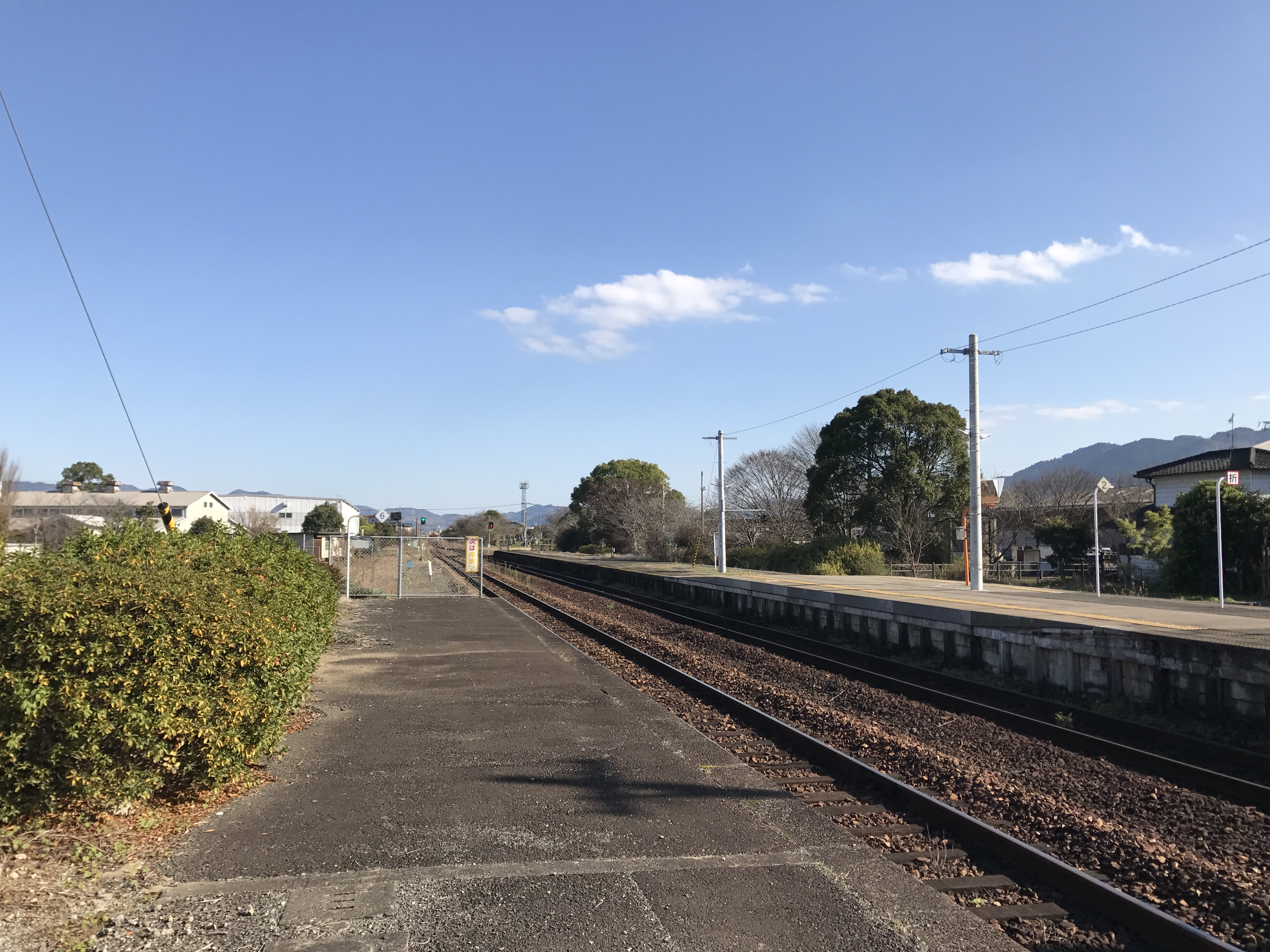
ホーム（2016年12月）

単式ホーム1面1線と島式ホーム1面2線、合計2面3線のホームを持つ地上駅になっている。1番線が下りホーム、2番線が上りホーム、3番線が上下ホームとなっている。互いのホームは跨線橋で連絡している。
直営駅だが駅長配置はない。かつてはJR九州サービスサポートが駅業務を行う業務委託駅だった。自動券売機が設置されている。
駅前には、岩石園と噴水を伴う池があった。

### のりば
| のりば | 路線      | 方向 | 行先       | 備考                                        |
| ------ | --------- | ---- | ---------- | ------------------------------------------- |
| 1・3   | ■久大本線 | 下り | 日田方面   |                                             |
| 2・3   | ■久大本線 | 上り | 久留米方面 | 当駅始発を含む一部列車は｢3番のりば｣から発車 |

- 久留米駅 - 当駅間の折り返し列車が設定されており、久留米駅発の最終列車は当駅止まりとなっている。最終列車は旅客扱い終了後、夜間滞泊は行わずに久留米駅に回送する。

## 利用状況
鳥越製粉本社（現・吉井工場）に隣接しており、かつては工場で製造された約2万tの小麦粉や飼料、米麦、こけしの貨物取り扱いを行っていた。
1974年（昭和49年）の1日平均乗降客は約1,500人、2020年度の1日平均乗車人員は367人である。
| 年度   | 1日平均 乗車人員 |
| ------ | ---------------- |
| 2016年 | 549              |
| 2017年 | 540              |
| 2018年 | 511              |
| 2019年 | 493              |
| 2020年 | 367              |

## 駅周辺
旧・吉井町および現・うきは市の中心部に近い。また、駅前の道路から国道210号線へ出たところに、西鉄バスの「吉井駅前」バス停がある。
- うきは市役所（旧吉井町役場）
- うきは警察署
- うきは簡易裁判所
- にじ農業協同組合
  - 本店
  - 吉井支店
  - LPガスセンター
  - PAL・SS
  - 農機センター
  - 営農センター吉井
  - JAにじ総合会館アルカス
  - 園芸流通センター
  - にじの耳納の里
- 西鉄吉井営業所
- 筑後吉井地区 - 重要伝統的建造物群保存地区
- 福岡県立浮羽究真館高等学校 - 西に約2.3 km
- 新馬場簡易郵便局
- 国道210号
- うきはバス「JR筑後吉井駅前」停留所 - 吉井線

## 隣の駅
九州旅客鉄道（JR九州）
■久大本線
- 特急「ゆふ」停車駅

田主丸駅 - 筑後吉井駅 - うきは駅